# Saint-Hilaire-le-Châtel
Saint-Hilaire-le-Châtel település Franciaországban, Orne megyében. Lakosainak száma 668 fő (2022. január 1.). Saint-Hilaire-le-Châtel Bazoches-sur-Hoëne, Courgeoût, Mortagne-au-Perche, Sainte-Céronne-lès-Mortagne, Saint-Langis-lès-Mortagne, Villiers-sous-Mortagne és Tourouvre au Perche községekkel határos.

## Népesség
A település népessége az elmúlt években az alábbi módon változott:
| Lakosok száma | 672  | 659  | 683  | 641  | 639  | 629  | 654  | 661  | 668  |
|               | 2013 | 2015 | 2016 | 2017 | 2018 | 2019 | 2020 | 2021 | 2022 |